# София Кристиана Луиза Бранденбург-Байрейтская
София Кристиана Луиза Бранденбург-Байрейтская (нем. Sophie Christiane Luise von Brandenburg-Bayreuth; 4 января 1710, Веферлинген — 13 июня 1739, Брюссель) — принцесса Бранденбург-Байрейтская, в замужестве княгиня Турн-и-Таксис.

## Биография
София Кристиана Луиза — первый ребёнок в семье маркграфа Георга Фридриха Карла Бранденбург-Байрейтского и Доротеи Шлезвиг-Гольштейн-Зондербург-Бекской (1685—1761), дочери герцога Фридриха Людвига. 11 апреля 1731 года во Франкфурте-на-Майне состоялась роскошная свадьба Софии Кристианы Луизы с князем Александром Турн-и-Таксисом. Спустя два месяца после этой свадьбы состоялась помолвка младшего брата Софии Фридриха с Вильгельминой Прусской, сестрой короля Пруссии Фридриха II. В брачном договоре князь-католик обещал своей супруге не препятствовать её протестантскому вероисповеданию, тем не менее спустя два года брака 17 марта 1733 года в Майнце вынудил Софию перейти в католицизм. Княгиня умерла в Брюсселе и похоронена в местной семейной усыпальнице.

## Потомки
В браке с Александром Фердинандом у Софии Кристианы Луизы родились:
- София Кристина (1731)
- Карл Ансельм (1733—1805), князь Турн-и-Таксис, женат на Августе Елизавете Вюртембергской (1734—1787), затем на Елизавете Гильдебранд фон Трайн
- Луиза Августа Шарлотта (1734—1735)
- Фридрих Август (1736—1755)
- Людвиг Франц (1737—1738)